# Тринидад (Боливия)
Тринидад (исп. Trinidad) — город на севере центральной части Боливии, административный центр департамента Бени. Население по данным на 2010 год составляет около 130 000 человек.

## История
Основан в 1686 году иезуитом Сиприано Барасе на берегу реки Маморе, как часть иезуитской миссии. Ввиду неблагоприятной ситуации, связанной с наводнениями, в 1769 году город был перенесён примерно на 14 км от реки.

## География и климат
Расположен примерно в 500 км от городов Ла-Пас и Санта-Крус-де-ла-Сьерра, на высоте 130 м над уровнем моря, в 13 км от реки Маморе. Климат — тропический, жаркий и влажный; большая часть осадков выпадает в период с декабря по апрель.

## Транспорт
Имеется аэропорт Teniente Jorge Henrich Arauz, связывающий Тринидад с крупными городами Боливии.